# Kartka z podróży
Kartka z podróży – polski film wojenny z 1983 roku, na podstawie powieści Pan Teodor Mundstock Ladislava Fuksa.

Plakat filmowy Krzysztofa M. Bednarskiego z 1983 roku.

## Obsada aktorska
- Władysław Kowalski − Jakub Rosenberg
- Rafał Wieczyński − Dawid Grossman
- Maja Komorowska − pani Grossmanowa, matka Dawida
- Halina Mikołajska − babcia Grossmanowa
- Janusz Michałowski − Michał Grossman, ojciec Dawida, przyjaciel Rosenberga
- Jerzy Trela − mężczyzna załatwiający Rosenbergowi pigułki
- Amira El-Buhejsi − dziewczyna u Lipszyca
- Sława Kwaśniewska − Lubelska, sąsiadka Rosenberga
- Mariusz Benoit − sklepikarz Cwibel
- Janina Nowicka

## Fabuła
Jakub Rosenberg jest mieszkańcem getta, który zamiata ulice. Czekając na wezwanie do transportu, nie daje się sterroryzować strachowi, tylko pragmatycznie i skrupulatnie przygotowuje się do ostatniej drogi. Szykuje odpowiednie ubranie, daje się pobić w sprowokowanej bójce, śpi na podłodze, ćwiczy z ciężarami. Próbuje zachować godność do samego końca. Swoją filozofią próbuje zarazić małego Dawida, który zostaje mu dany pod opiekę.